# Estadio Rafael Mendoza
Estadio Rafael Mendoza Castellón är en fotbollsstadion belägen i stadsdelen Achumani i La Paz, Bolivia. Den är fotbollsklubben The Strongests hemmaarena.
Arenan är en del av sportanläggningen Complejo Deportivo The Strongest.